# Granulócito
Os granulócitos são células de defesa do corpo humano. Eles são células sanguíneas do tipo glóbulo branco e podem ser divididos em quatro categorias (Basófilos, Eosinófilos, Mastócitos e Neutrófilos). Esses leucócitos possuem a função de agir durante reações alérgicas ou imunológicas do organismo com o objetivo de destruir agentes invasores através da sua absorção. Por essas razões, a sua utilização para o tratamento de alguns tipos de câncer - por transfusão de granulócitos de um doador para o paciente - vem sendo testada em diversas pesquisas científicas.

## Características
- são provenientes da medula óssea e liberados no sangue;
- são 65% das células brancas;
- possuem muitos grânulos no citoplasma.

## Coloração
Os grânulos são corados da seguinte maneira:
- azul - Basófilos (0,5 a 1% dos Granulócitos);
- vermelho - Eosinófilos (3 a 5% dos Granulócitos);
- incolor - Neutrófilos (90 a 95% dos Granulócitos).

Como os Neutrófilos ocorrem em maior quantidade, as pessoas entendem por Neutrófilos todos os Granulócitos. Então, tem que se tomar cuidado com a nomenclatura usada.
Os Granulócitos, em geral, possuem núcleos polimorfos, ou seja, são células polimorfonucleares (núcleo de diferentes formas: multilobulado, forma de feijão, de alteres, circulares e etc).
Os Granulócitos circulam pelo sangue e podem migrar para os tecidos, por exemplo, por ocasião das respostas inflamatórias, exceto pelo Mastócito, que fica no tecido. Os Mastócitos são muito parecidos com os Basófilos, mas possuem origens diferentes. Não se conhece, ao certo, qual a origem dos Mastócitos que parecem não vir da medula óssea.